# Led de montaje superficial
Un led de montaje superficial (LED SMD acrónimo del inglés Light-Emitting-Diode) es un diodo emisor de luz de  tecnología de montaje superficial. Se caracteriza por tener un encapsulado que permite ser soldado directamente sobre las superficies de las placas de circuitos impresos.

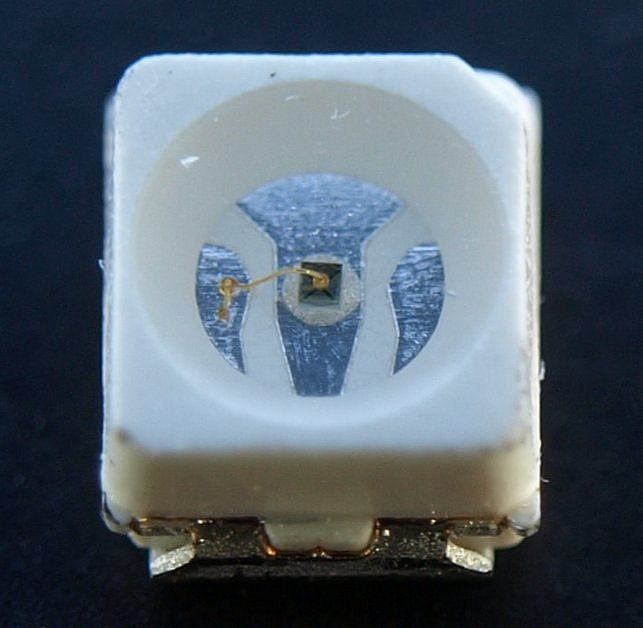
Estructura de LED SMD

## Estructura y diseño
Los led SMD tienen forma rectangular y están formados por una o varias celdas. Estas celdas contienen el elemento lumínico (cristal semiconductor) que produce la luz al ser excitado por una corriente continua.
Los led SMD de una sola celda sólo pueden producir un tono de color o luz. Los led SMD con tres celdas contienen en cada una de ellas un color diferente donde suele usarse la combinación RGB (rojo, verde y azul). Gracias a la combinación de los tres colores RGB se puede crear luz de una amplia gama de colores.
Para proteger el circuito interno de un led SMD se usan resinas que cubren por completo la cúpula o parte superior del SMD. Estas resinas para SMD se encuentran disponibles en varios colores y tonos. La lente del led está formada por una resina transparente que protege los elementos emisores de luz.
Según la cantidad de celdas del led SMD, éste dispondrá de un número determinado de contactos para soldadura. Uno de ellos siempre es el ánodo (+) y el otro será el cátodo (-). En el caso de un led SMD RGB suele tener un contacto cátodo y otro ánodo para cada elemento luminoso. Dependiendo del fabricante y la especificación del led puede variar la configuración y cantidad de puntos de conexión.

## Tamaños
En función de su tamaño, los tipos de led se clasifican con un número de 4 cifras: las 2 primeras cifras para el largo y las 2 siguientes para el alto del led en décimas de milímetro. Por ejemplo, un led 5050 indica un tamaño de 5x5mm. En la siguiente tabla podemos ver los tipos de led SMD más usados:
| Tipo de led SMD | Dimensiones (mm) |
| --------------- | ---------------- |
| 8520            | 8.5 x 2.0        |
| 7020            | 7.0 x 2.0        |
| 7014            | 7.0 x 1.4        |
| 5736            | 5.7 x 3.6        |
| 5733            | 5.7 x 3.3        |
| 5730            | 5.7 x 3.0        |
| 5630            | 5.6 x 3.0        |
| 5050            | 5.0 x 5.0        |
| 4014            | 4.0 x 1.4        |
| 3535            | 3.5 x 3.5        |
| 3528            | 3.5 x 2.8        |
| 3258            | 3.2 x 5.8        |
| 3030            | 3.0 x 3.0        |
| 3020            | 3.0 x 2.0        |
| 3014            | 3.0 x 1.4        |
| 2835            | 2.8 x 3.5        |
| 1206            | 1.2 x 0.6        |
| 1104            | 1.1 x 0.4        |

## Aplicaciones y usos
Los LED SMD son actualmente el tipo de LED más usado en el mercado. La producción a gran escala de grandes fabricantes a reducido su precio notablemente. Su desarrollo e innovación continua en la parte lumínica de los cristales semiconductores ofreciendo año tras año LED SMD más luminosos, pero con menor consumo. Gracias a ello estos LED son ampliamente usados en sistemas de iluminación doméstica e industrial, iluminación en vehículos, así como en dispositivos electrónicos de todo tipo como pantallas de LED, televisores, proyectores. Los LED SMD que combinan el sistema RGB es usado para iluminación decorativa y pantallas gigantes de imagen full color.

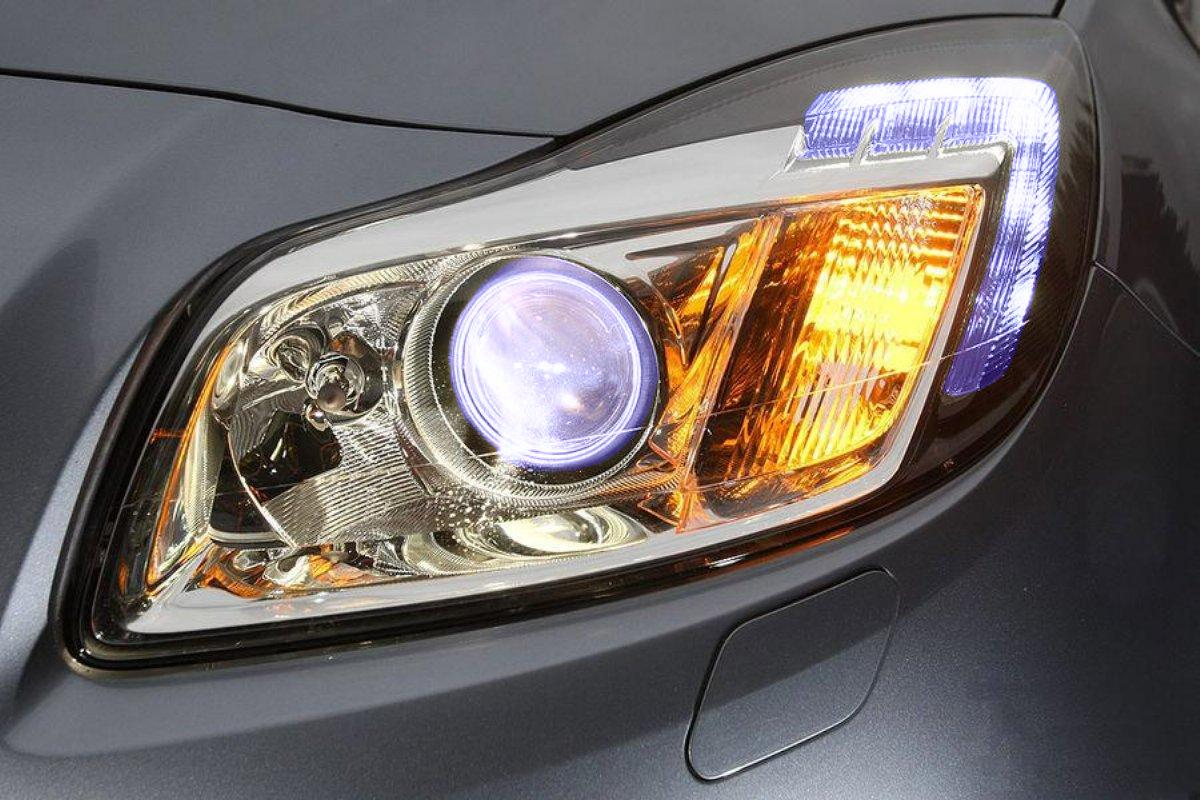
Faros LED
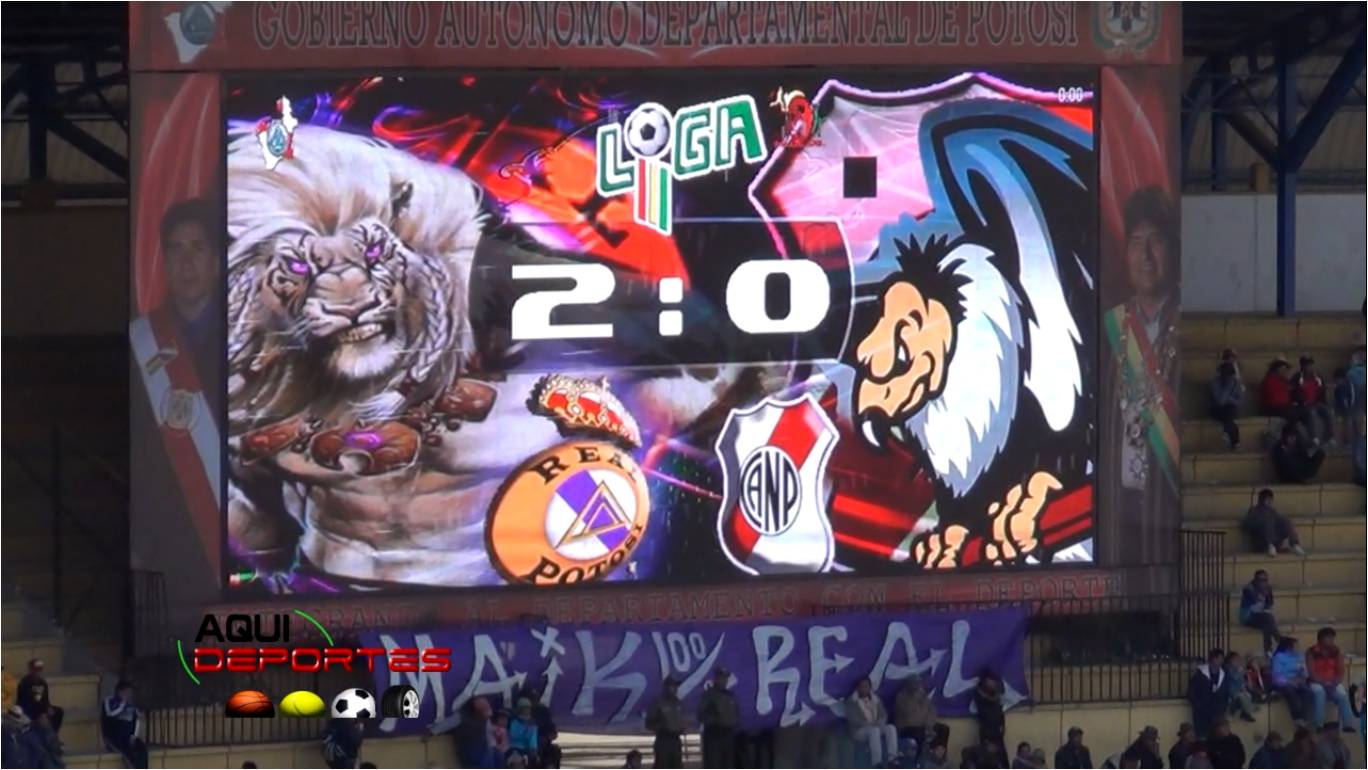
Pantalla LED
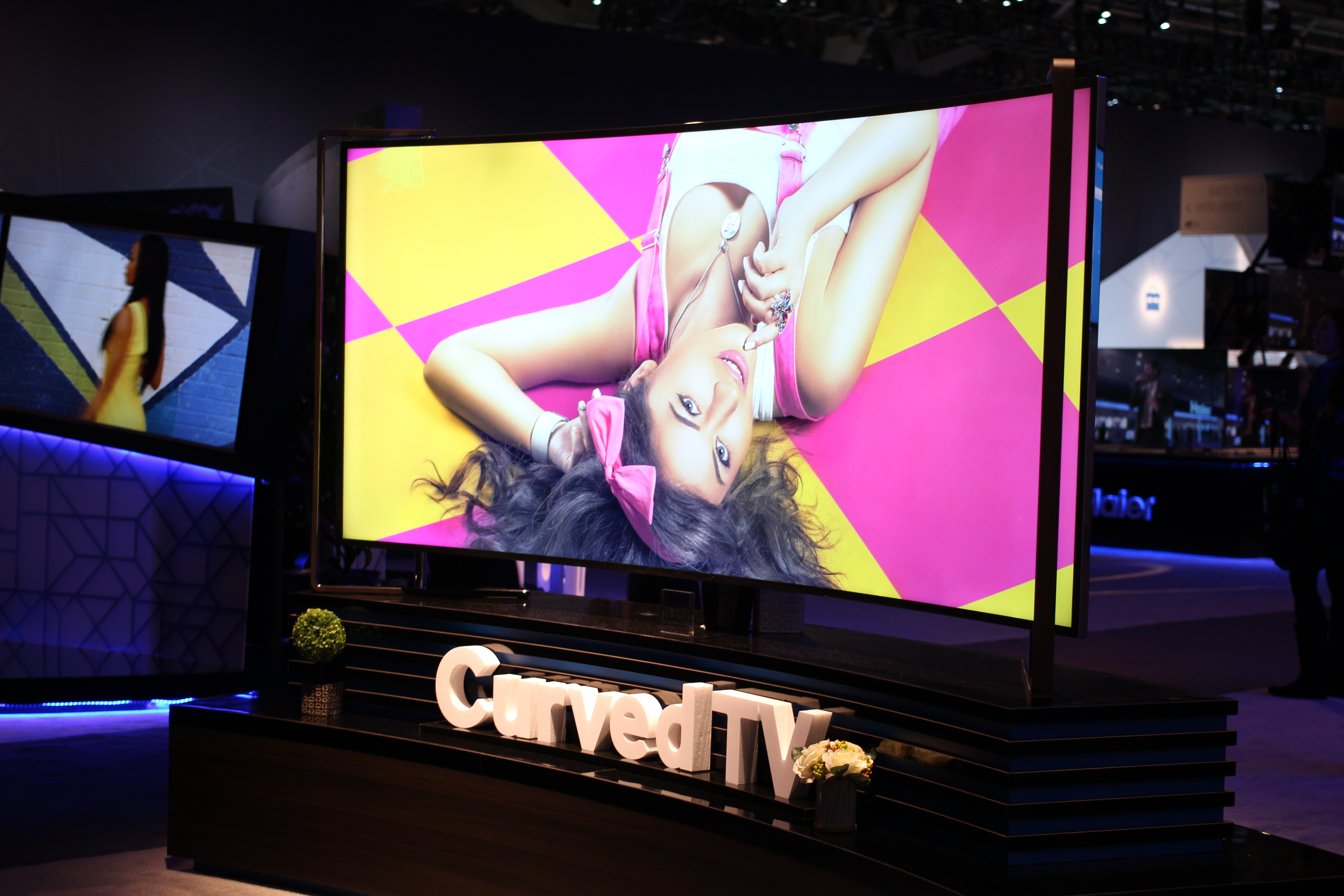
TV con retroiluminación de LED
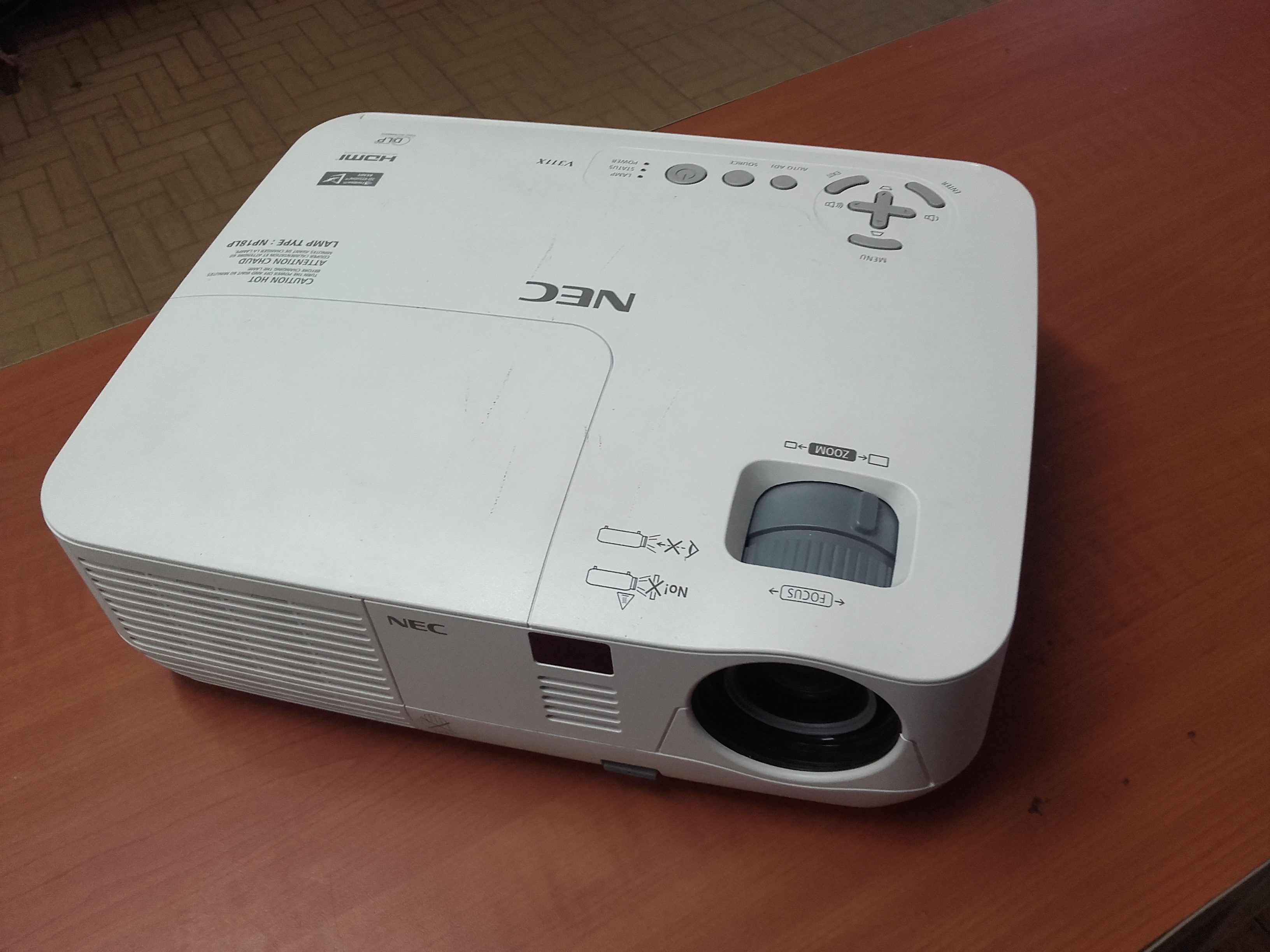
Proyector LED
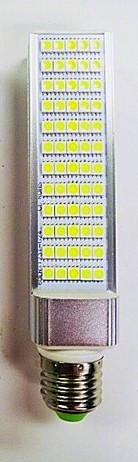
Bombillas LED